# Dov Grobermann
Dov Grobermann (דב גרוברמן‎; * 5. dubna 1965) je bývalý izraelský zápasník, reprezentant v zápase řecko-římském. V roce 1988 startoval na olympijských hrách v Soulu, kde ve váhové kategorie do 48 kg vypadl ve třetím kole. V roce 1980 vybojoval stříbro na juniorském mistrovství světa.